# Sergey Kravtsov
Serhiy Tarasovych Kravtsov (em russo:  Сергій Тарасович Кравцов; nascido em 15 de fevereiro de 1948) é um ex-ciclista ucraniano.
Representou a União Soviética em três edições dos Jogos Olímpicos: Cidade do México 1968, Munique 1972 e Montreal 1976.